# The Gathering (Infected-Mushroom-Album)
The Gathering ist das erste Studioalbum des israelischen Psychedelic-Trance-Duos Infected Mushroom. Das Album ist von einer für Trance und Goa typischen dunklen und organischen Atmosphäre geprägt. Das Plattencover wurde vom israelischen Künstler Eyal B. geschaffen.

## Hintergründe
Rückblickend zeigte sich Eisen nicht sehr zufrieden mit der Produktion des Albums und verweist darauf, dass er zum Zeitpunkt der Aufnahmen mit 16 noch relativ jung war. Es seien nur wenige gute Stücke auf dem Album, insbesondere Tommy the Bat.
Trotzdem gilt das Album in der Goa-Szene als Klassiker. Insbesondere der Track „Psycho“ ist zu starker Berühmtheit gekommen. Er zählt auf dem Internet-Videoportal Youtube über 15 Millionen Aufrufe.

## Rezeption
Dean Carlson von Allmusic hörte auf The Gathering zurückhaltende Samples für die „einfühlsameren“ Hörer, „sintflutartige“ Arrangements für die „weniger einfühlsamen“. Obgleich er das Album als „ziemlich gut“ beschrieb, lag die Wertung im Ergebnis bei 2,5 von fünf Sternen.

## Titelliste
1. Release Me – 8:29
2. The Gathering – 7:44
3. Return of the Shadows – 8:13
4. Blue Muppet – 8:09
5. Psycho – 8:38
6. Montoya Remix – 8:20
7. Tommy the Bat – 7:29
8. Virtual Voyage – 8:24
9. Over Mode – 8:36

## Samples
Das Album enthält Samples aus Filmen, Videospielen und Liedern anderer Gruppen:
- Release Me: aus dem Film Independence Day
- The Gathering: aus dem Videospiel Grand Theft Auto
- Return of the Shadows: aus dem Film Star Trek VI: Das unentdeckte Land
- Psycho: aus den Filmen Batman & Robin sowie Star Trek: Der erste Kontakt.
- Tommy the Bat: aus dem Lied Tommy the Cat von Primus und aus dem Film DNA – Die Insel des Dr. Moreau
- Over Mode: aus dem Film DNA – Die Insel des Dr. Moreau